# Листоїд фіолетовий вільховий
Листоїд фіолетовий вільховий або агеластика вільхова (Agelastica alni L.) — жук з родини листоїдів (Chrysomelidae). В Україні поширений повсюдно. Шкідник лісового господарства, пошкоджує вільху чорну та сіру, ліщину, березу пухнасту і різні види верби.

## Опис
Жуки 6-7 міліметрів завдовжки. Тіло зверху блискуче, фіолетово-синє, іноді блідо-зелене, густо вкрите крапками, знизу темно-синє або майже чорне. Яйце жовте, видовженоеліпсоподібне, поверхня гладенька, блискуча, завдовжки 0,9-1,18 міліметра, завширшки 0,45-0,55 міліметра. Личинка чорна, волосиста, близько 11 міліметрів завдовжки. Тергіти першого-сьомого сегментів черевця розділені двома поперечними борозенками на три поля з трьома поперечними рядами склеритів. Лялечка 6-7 міліметрів завдовжки, блідо-жовта, овальної форми, очі й щетинки бурі. Перший-сьомий сегменти черевця мають п'ять-шість щетинок, а восьмий — чотири щетинки і по одному шипу з кожного боку.

## Екологія
Зимують жуки поблизу своїх кормових рослин під обпалими листками, в трухлявих пеньках, у поверхневому шарі ґрунту тощо. Навесні, у квітні, жуки виходять із місць зимівлі й вигризають на листках численні наскрізні отвори, пошкоджують і жилки, а при масовому розмноженні об'їдають м'якуш листка повністю. У травні — червні самки відкладають яйця на нижню поверхню листків купками, по 30-70 у кожній. Плодючість — до 500 яєць. Ембріональний розвиток — 8-12 днів. Відроджені личинки, починаючи з другої половини травня і до кінця липня, іноді й на початку серпня, скелетують листки. Розвиток личинок — до 30 днів. Личинки заляльковуються у підстилці або в ґрунті на глибині до 5 сантиметрів. Стадія лялечки — 8-12 днів. Молоді жуки з'являються на рослинах у кінці червня і на початку липня й живляться до кінця серпня, а іноді й у вересні, після чого йдуть на зимівлю. Розвивається в одному поколінні за рік.

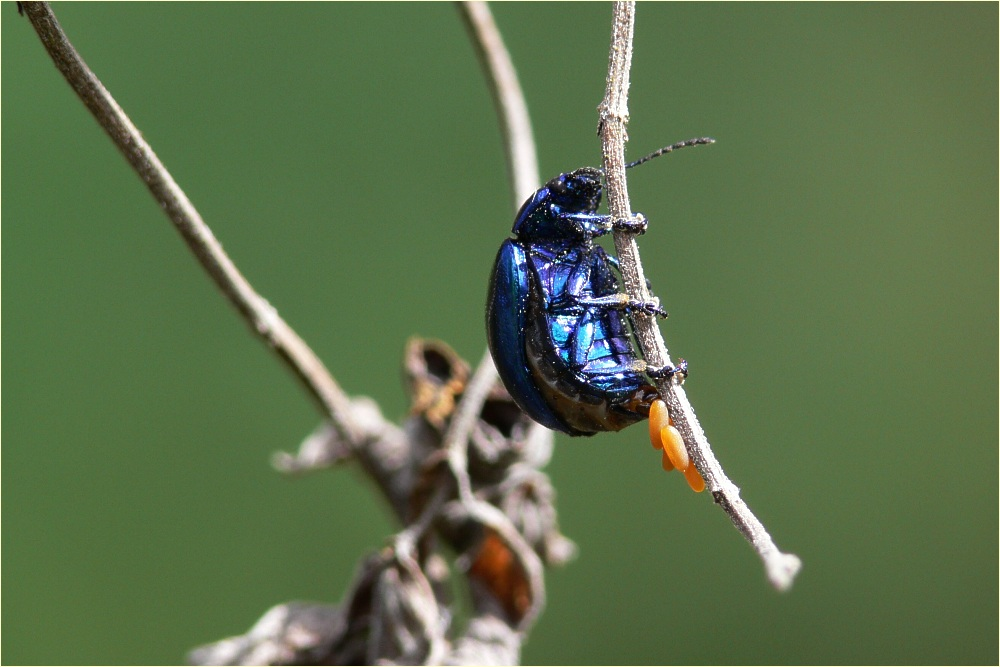
Самиця відкладає яйця
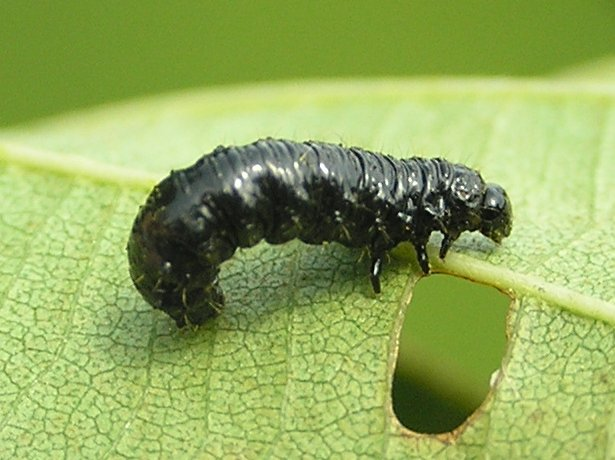
Личинка жука
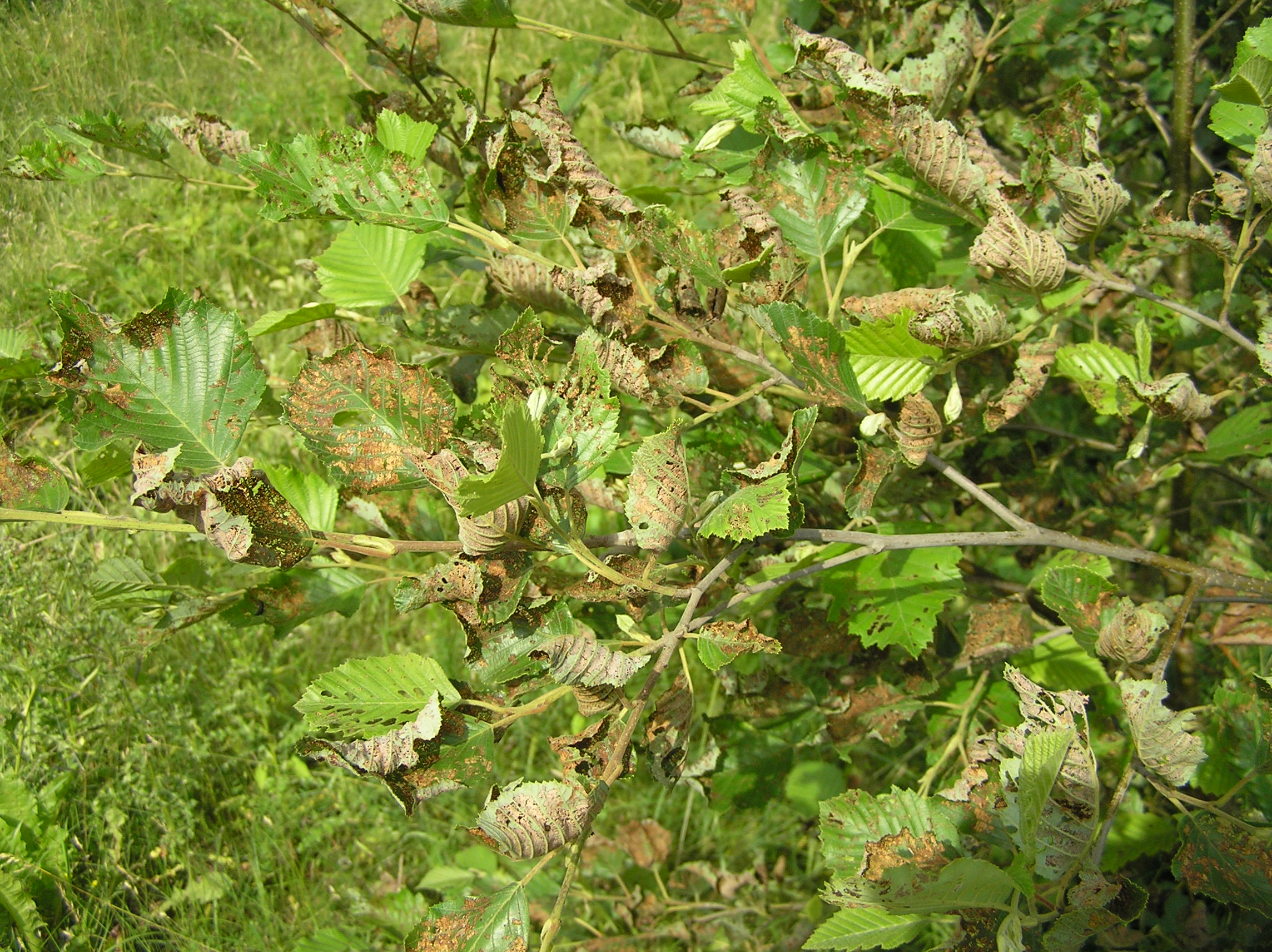
Пошкоджена чорна вільха